# 下維加

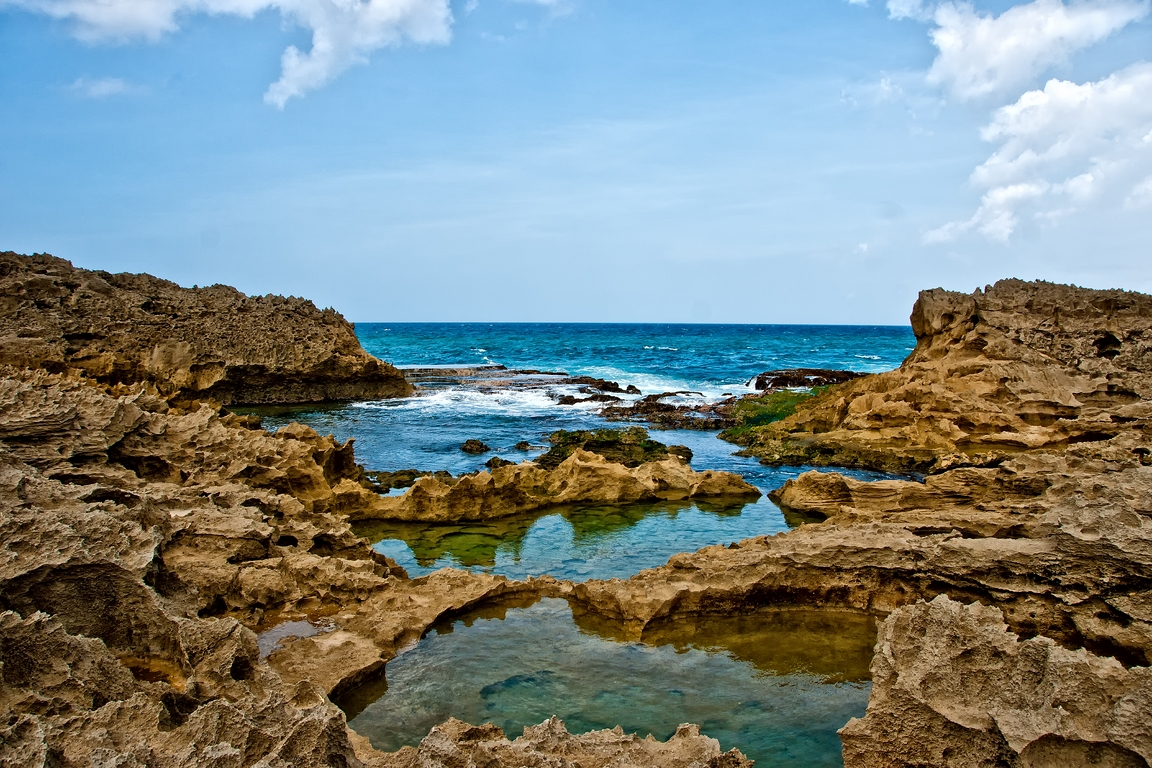
下維加2011

下維加（西班牙語：Vega Baja）是波多黎各的城鎮，位於該島北部，始建於1776年10月3日，面積144平方公里，海拔高度35米，主要經濟活動是農業，2010年人口59,662，人口密度每平方公里410人。

## 外部連結
- Vega Baja and its barrios, United States Census Bureau
- Official Municipal Government Website（页面存档备份，存于）
- ENCICLOPEDIA VEGABAJENA